# Montañas del bosque de Bregenz

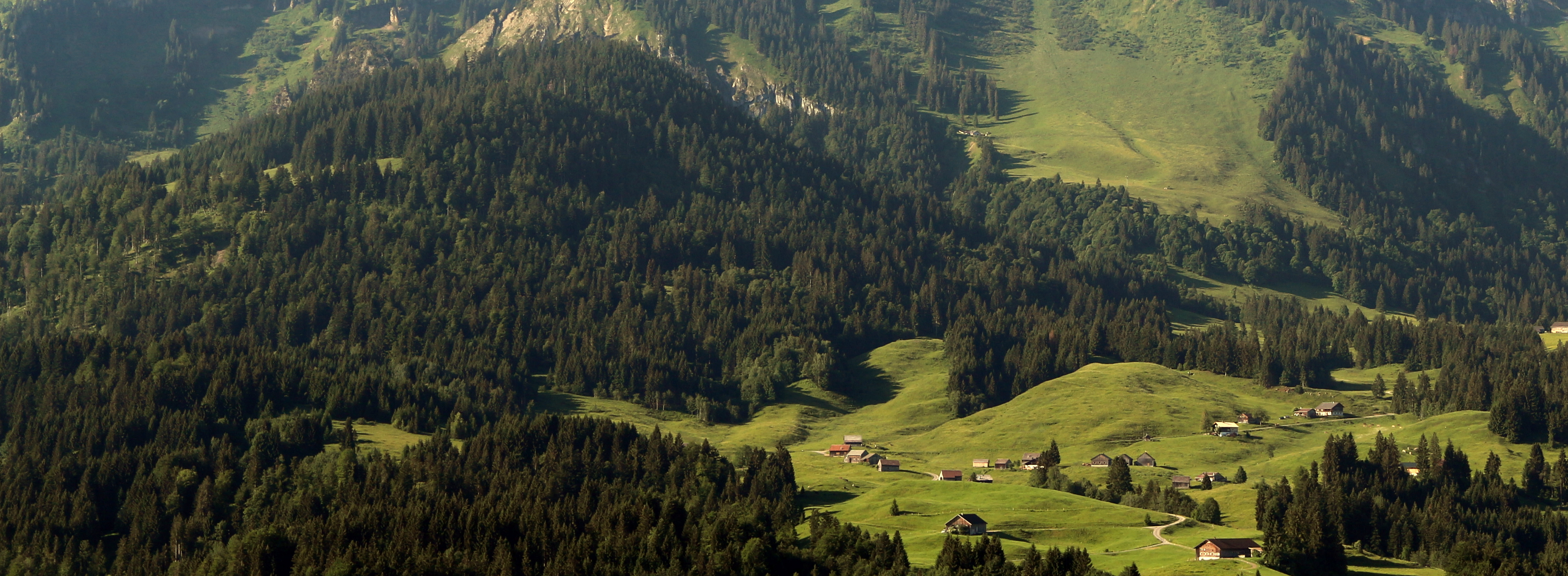
Patennerkopf

Las montañas del bosque de Bregenz, también las montañas de Bregenzerwald (en alemán: Bregenzerwaldgebirge), son una cordillera de los Alpes de piedra caliza del norte, que llevan el nombre de la ciudad de Bregenz. Las montañas del bosque de Bregenz están ubicadas por completo en el estado austriaco de Vorarlberg. 

## Definición
El término montañas del bosque de Bregenz se refiere a la cadena según la clasificación de Alpine Club de los Alpes del Este (AVE); el término Bosque de Bregenz, en contraste, se refiere a un paisaje o región que forma parte del área de la cuenca del río Bregenzer Ache. Como resultado, las montañas del bosque de Bregenz y el Bosque de Bregenz no son contrarias. 
La región del Bosque de Bregenz también incluye las partes del sudoeste de los Alpes de Allgäu. Por otro lado, las montañas del bosque de Bregenz alcanzan, en cierta medida, los paisajes del este del valle del Rin, así como el valle de Walgau del río Ill y el Großes Walsertal en el sur. 
Como la cadena no es geológicamente uniforme, el nombre rara vez se usa fuera de la literatura alpina, tampoco se usa en la geografía del estado de Vorarlberg ni en la planificación del uso de la tierra y pertenece a uno de los grupos montañosos más controvertidos en el AVE. Según una clasificación de la cordillera montañosa orientada orográficamente e hidrológicamente (Hubert Trimmel, 1962), las montañas pertenecen a un grupo del valle del Rin-Walgau-Bregenz. 

## Geografía
La cordillera es parte de un paisaje organizado en varios niveles que se elevan desde el valle del Rin en el oeste hasta las montañas de Lechquellen adyacentes. La mayor parte del área está formada por una naturaleza perteneciente a las Tierras Altas de Alemania con bosques extensos y pastos alpinos, excepto en la pequeña región de los Altos Alpes en el sureste. 

### Cadenas vecinas
Las montañas del bosque de Bregenz están bordeadas por las siguientes cadenas alpinas: 
- Alpes de Allgäu (al norte y al este)
- Montañas de Lechquellen (al sur)
- Rätikon (al suroeste)
- Alpes de Appenzell (al oeste)

### Picos

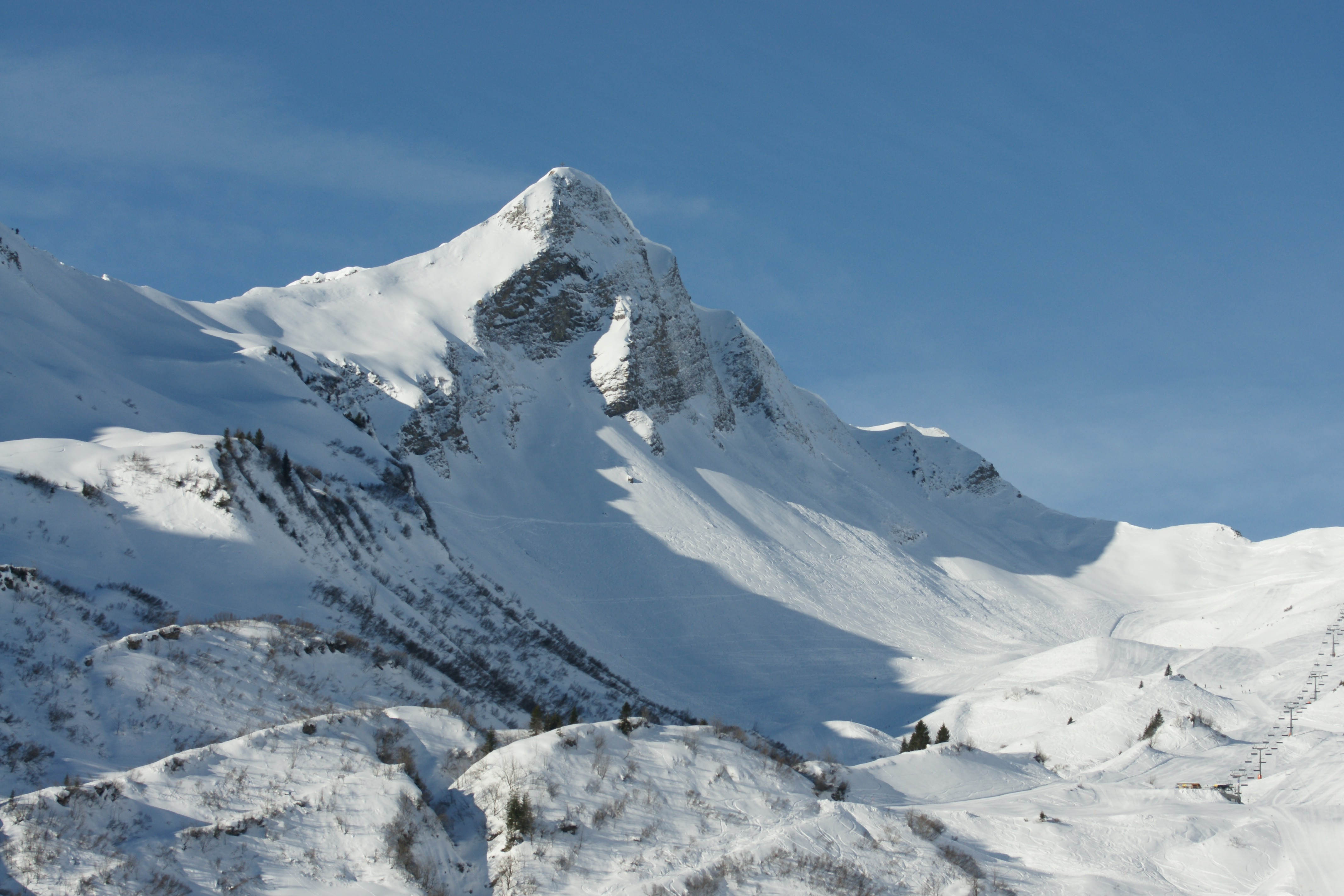
Glatthorn

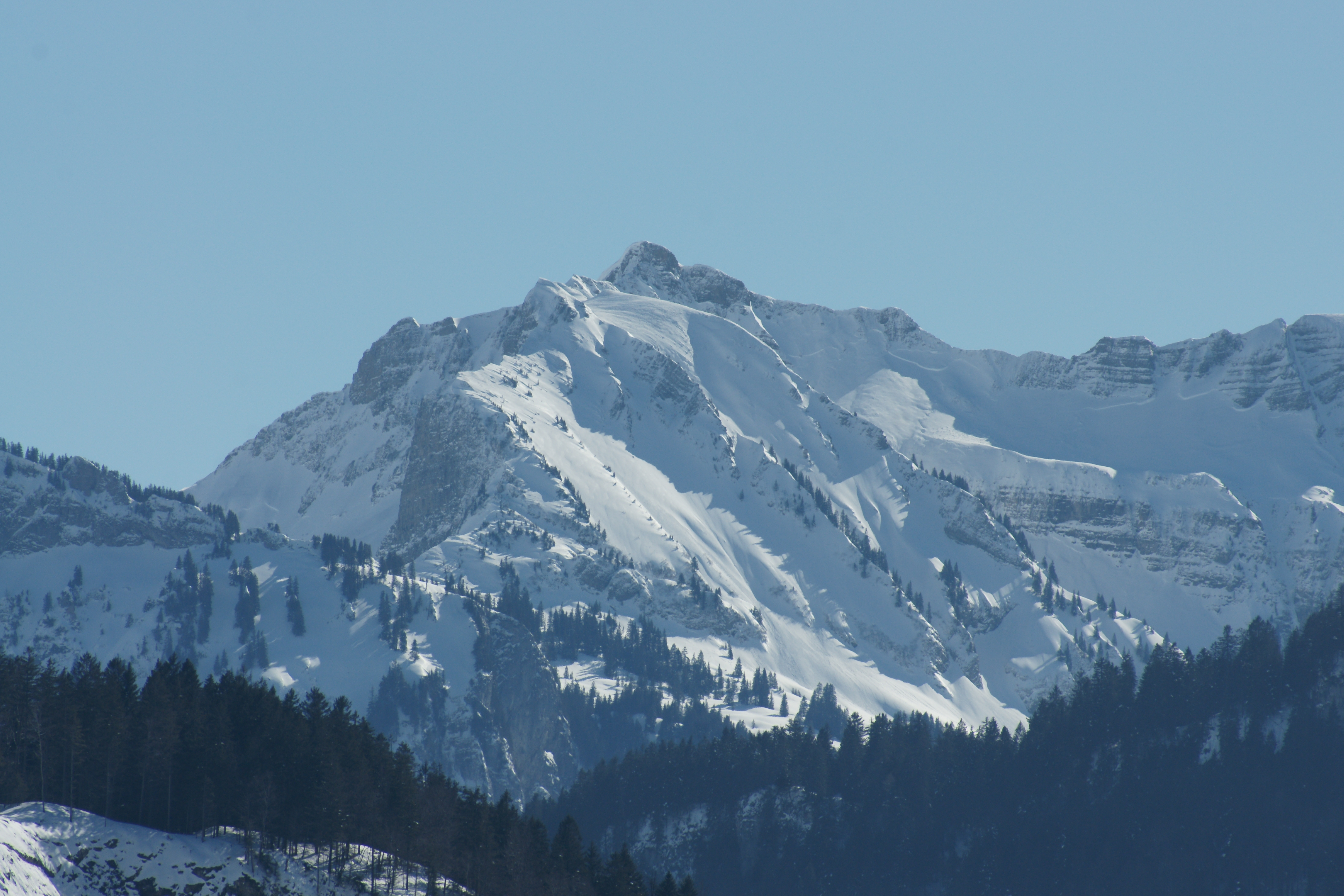
Klippern

Los principales picos de las montañas del bosque de Bregenz incluyen los siguientes: consulte Coordenadas de las montañas del bosque de Bregenz
- Glatthorn, 2,134 m
- Damülser Mittagsspitze, 2,095 m
- Diedamskopf 2,090 m
- Türtschhorn, 2,096 m
- Hochblanken, 2.068 m
- Klippern, 2.066 m
- Sünser Spitze, 2,062 m
- Gungern, 2.053 m
- Ragazer Blanken, 2,051 m
- Kanisfluh, cumbre principal, 2,044 m
- Hübscher Bühel, 2.032 m

Otros picos importantes y conocidos en las montañas del bosque de Bregenz (en orden de altura): 

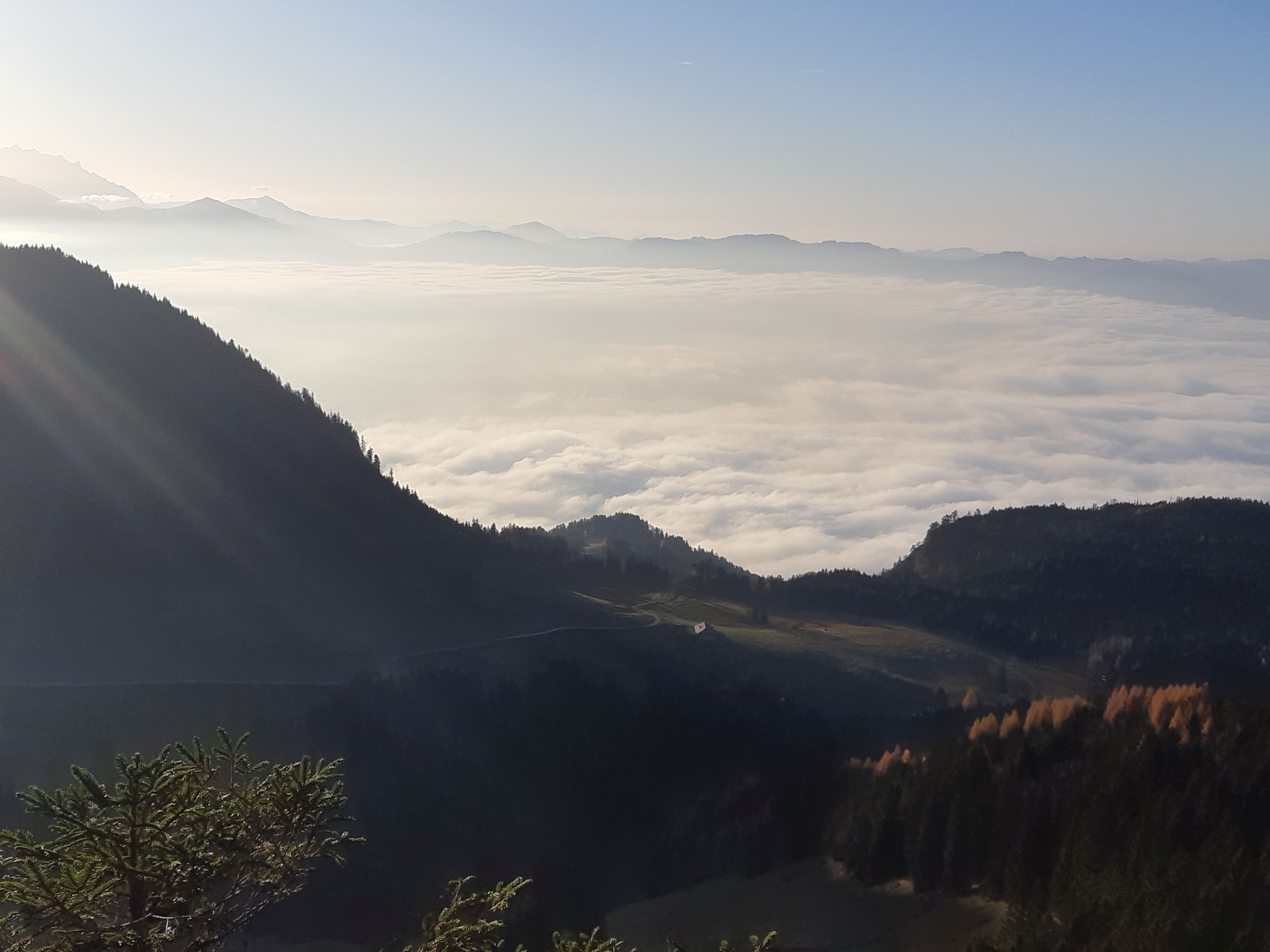
Dornbirn-Staufen

- Hohes Licht 2,009 m
- Hoher Freschen 2,004 m
- Hochrohkopf 1.975 m
- Invitación de invierno 1,877 m
- Hirschberg (Bizau) 1,834 m
- Mörzelspitze, 1.830 m
- Leuenkopf, 1.830 m
- Hangspitze 1,746 m
- Niedere 1,711 m
- Hohe Kugel 1,645 m
- Baumgartenalpe 1,624 m
- Hochälpelekopf, 1,467 m
- Staufen 1,456 m
- Renkknie 1,411 m
- Brüggelekopf 1,182 m
- Hirschberg (Langen) 1,095 m
- Karren 971 m

## Conservación de la naturaleza
Debido a la lejanía de algunas áreas, hay muchas reservas naturales en las montañas del bosque de Bregenz. 
- Parte del Walserkamm y todo el Glatthorngruppe se encuentran en el área de la reserva de la biosfera de 19.200 hectáreas de la UNESCO, Großes Walsertal.[2]

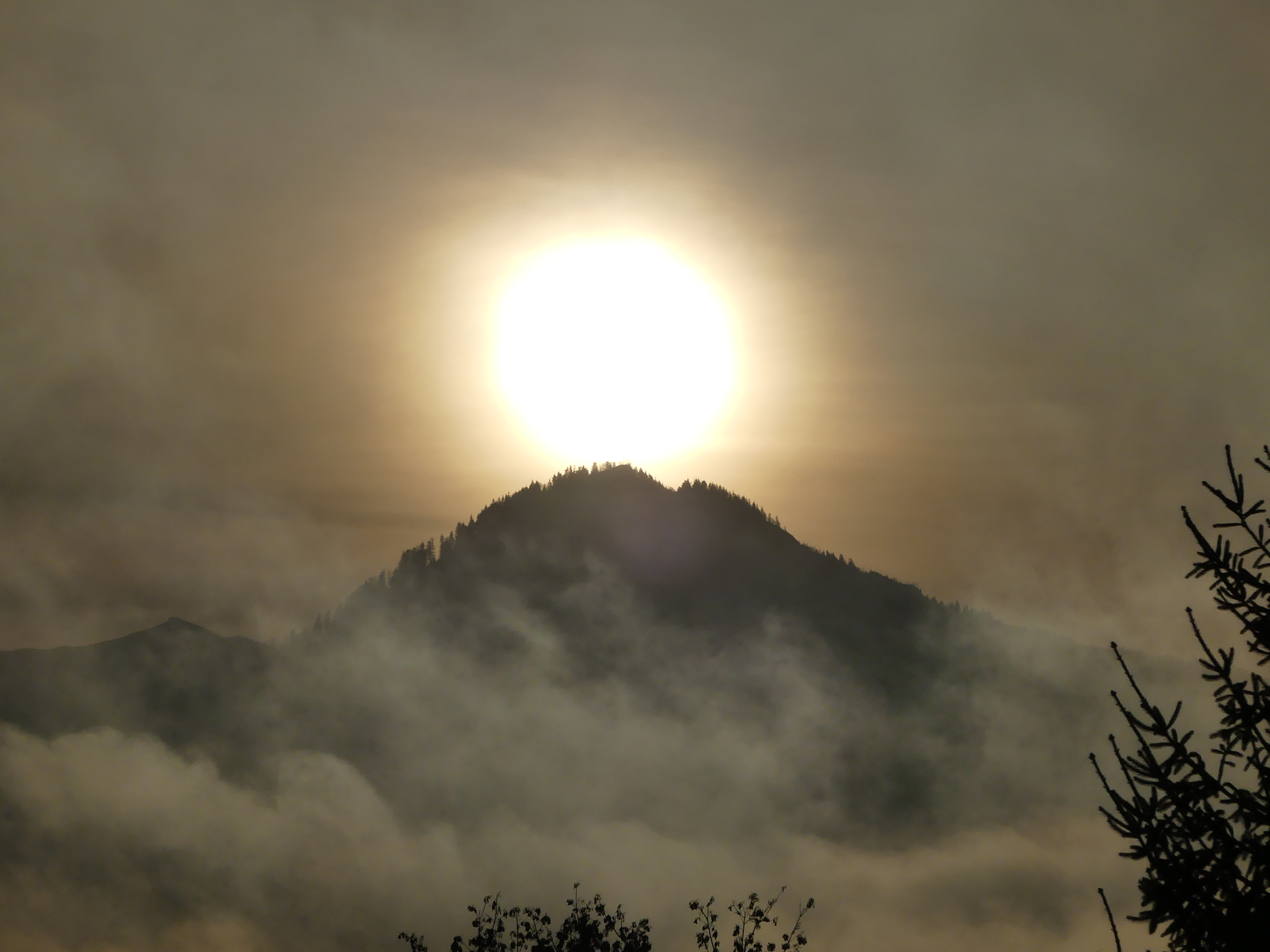
Staufen

- StaufenUn total de nueve sitios Natura 2000 están ubicados en las montañas de Bregenzerwald con el Bregenzerach-Gorge, los Fohramoos, el área de Unter Stellerhöhe, el área de Unter der Winterstaude, Unterragenstein, el Üble Schlucht (Gorge) y el Übersaxen-Satteins, Walsbächle y Zonas de torfriedbach.
- El área de reserva natural más grande según la ley nacional de Vorarlberg, Hohe-Kugel - Hoher Freschen - Mellental, se encuentra en las montañas de Bregenzerwald, así como las reservas naturales más pequeñas Farnacher Moos, Fohramoos, Auer Ried, Amatlina Vita, Gasserplatz y Bludescher Magerwiesen y los Paisajes protegidos Haslach - Breitenberg, Klien y Montiola.[3]

## Turismo

### Rutas de larga distancia
La ruta de larga distancia nordalpina (DE: Nordalpine Weitwanderweg 01) y el Camino de los Alpes Calizos (DE: Kalkalpenweg) recorren la parte central de la cordillera Bregenzerwald con las siguientes secciones: 
- La sección 17 va desde Zürs hasta Damüls.

La mayor parte de esta sección todavía está en las montañas de Lechquellen. Solo en el puerto de Faschina (Faschinajoch) se ingresa al bosque de Bregenzerwald. 
- La sección 18 va desde Damüls hasta Bregenz a través de Alpe Portla, Hoher Freschen, Mörzelspitze, Bödele, Dornbirn .

La Vía Alpina, una ruta de senderismo transfronteriza con cinco rutas parciales a través de todos los Alpes, recorre el borde de la cordillera Bregenzerwald. 
El Sendero Rojo de la Via Alpina corre de la siguiente manera con dos etapas a través de las montañas Bregenzerwald: 
- La etapa R54 va desde Buchboden hasta St. Gerold (solo la segunda mitad de esta etapa se encuentra en las montañas de Bregenzerwald)
- La etapa R55 va desde St. Gerold hasta Feldkirch a través de Röns, Schnifis y Satteins

### Rutas con cuerda fija
La geología y la geografía de las montañas de Bregenzerwald no son precisamente propicias para la construcción de rutas de escalada. Como rutas de fácil acceso en el nivel más simple aún se pueden considerar: 
- Binnelgrat (North Ridge) en Hohen Freschen (2004 m)
- Valüragrat (West Ridge) en Hohen Freschen (2004 m)
- Kugelsteig en el Hohe Kugel (1645m)
- Cruce de Bocksberg en Bocksberg (1461 m)

## Literatura / Mapas
- Dieter Seibert: Alpenvereinsführer Bregenzerwald- und Lechquellengebiririr alpin. Bergverlag Rother, Múnich 2008, ISBN 978-3-7633-1095-1
- Rother Wanderführer Bregenzerwald, ISBN 3-7633-4088-2 , Bergverlag Rudolf Rother, München
- Rother Wanderführer Bodensee bis Rätikon, ISBN 3-7633-4197-8 , Bergverlag Rudolf Rother, München
- Rother Wanderführer Brandnertal mit Großem Walsertal und Klostertal, ISBN 3-7633-4035-1 , Bergverlag Rudolf Rother, München
- Wandern kompakt Bregenzer Wald, ISBN 3-7654-3957-6 , Bruckmann Verlag GmbH, München